# Stefan Henze
Pour les articles homonymes, voir Henze.
Stefan Henze, né le 3 mai 1981 à Halle-sur-Saale et mort le 15 août 2016 à Rio de Janeiro, est un céiste allemand, pratiquant le slalom.

## Biographie
Stefan Henze est médaillé d'argent en C-2 avec Marcus Becker aux Jeux olympiques d'été de 2004 à Athènes.
Il a également remporté six médailles aux Championnats du monde de slalom avec une médaille d'or en C-2 en 2002, quatre médailles d'argent (en C-2 en 2006 et en C-2 par équipes en 2003, 2006 et 2009) et une médaille de bronze en C-2 en 2005.
Il est également médaillé d'or en C-2 par équipes aux Championnats d'Europe de slalom 2008 et médaillé d'argent en C-2 par équipes aux Championnats d'Europe de slalom 2005 et aux Championnats d'Europe de slalom 2011.
Son père Jürgen Henze a été champion du monde en 1975 et son demi-frère plus âgé Frank Henze a aussi été médaillé aux Championnats du monde de slalom.
Le 12 août 2016, il est grièvement blessé à la tête dans un accident de taxi à Rio de Janeiro où il s'était rendu pour les Jeux olympiques d'été de 2016 en tant qu'entraîneur de l'équipe de canoë de slalom allemand. Il meurt trois jours plus tard des suites de ses blessures, à l'âge de 35 ans.